# Eye of the Needle
Eye of the Needle è un singolo della cantautrice australiana Sia, il secondo estratto dal sesto album in studio 1000 Forms of Fear e pubblicato il 3 giugno 2014.

## Tracce
1. Eye of the Needle – 4:09

## Formazione
Musicisti
- Sia – voce
- Greg Kurstin – basso, batteria, chitarra, mellotron, pianoforte

Produzione
- Sia – produzione esecutiva
- Greg Kurstin – produzione, ingegneria del suono
- Jesse Shatkin – ingegneria del suono
- Manny Marroquin – missaggio
- Chris Galland, Delbert Bowers – assistenza missaggio
- Emily Lazar – mastering